# Borinage

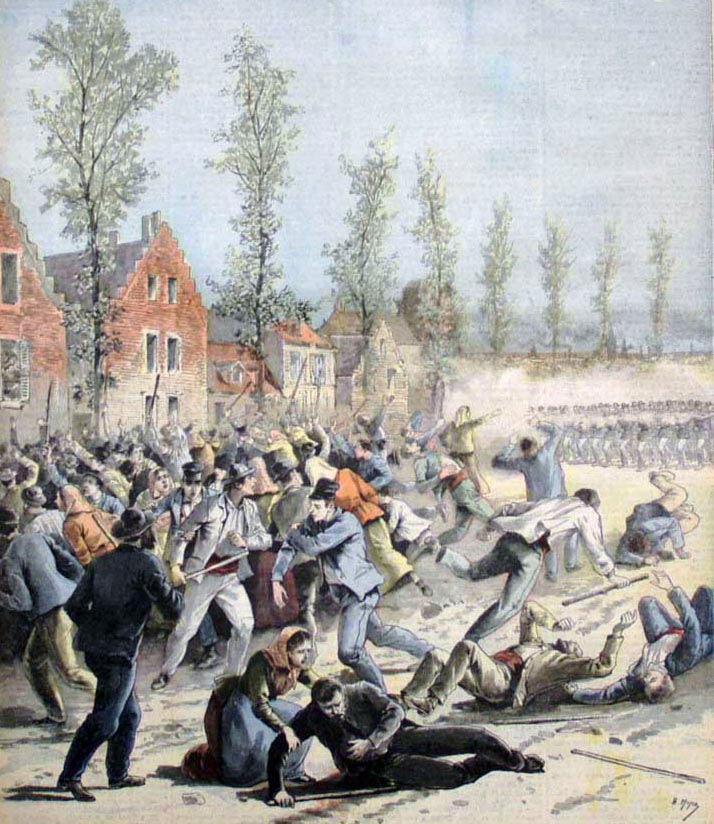
I Borains uccisi dalla Guardia Civile di Mons il 17 aprile 1893 (Le Petit Journal maggio 1893)

Il Borinage è un'area della provincia di Hainaut nella Vallonia in Belgio. La capitale provinciale, Mons, si trova nell'est del Borinage. In lingua francese gli abitanti si chiamano Borains, ma vi sono grandi differenze sociologiche fra gli abitanti di Mons e i Borains di tutti i villaggi attorno a Mons. 
Charles White scrisse, quando descrisse la rivoluzione belga, "I Borains, come gli spiriti oscuri del melodramma, salirono dalle loro miniere, e alla rinfusa si spinsero fino alla capitale", ma egli usava questo appellativo per tutti gli abitanti della Provincia di Hainaut, cosa non vera.

## Salita e caduta del carbone
"Dal XVIII secolo al 1850, l'economia delle trenta municipalità del Borinage era fondata sulle miniere di carbone. Tra il 1822 e il 1829, la produzione risultò più che raddoppiata, passando da 602.000 a 1.260.000 tonnellate. Ciò era più delle produzioni totali di Francia e Germania a quel tempo! Il Borinage esportava il carbone, principalmente in Francia e nelle Fiandre.
Nel 1957, delle 64 800 persone che lavoravano nel Borinage, 23 000 erano impiegate nell'industria del carbone. Solo 7 000 persone erano impiegate nei servizi, anche se in Belgio nel suo complesso, il 49 per cento dell'occupazione era impiegata nel settore terziario.
Negli anni 1960, a causa della chiusura delle miniere, Ladrière, Meynaud e Perin scrissero che il Borinage era morto in senso economico e ideologico.

## Scioperi generali in Belgio

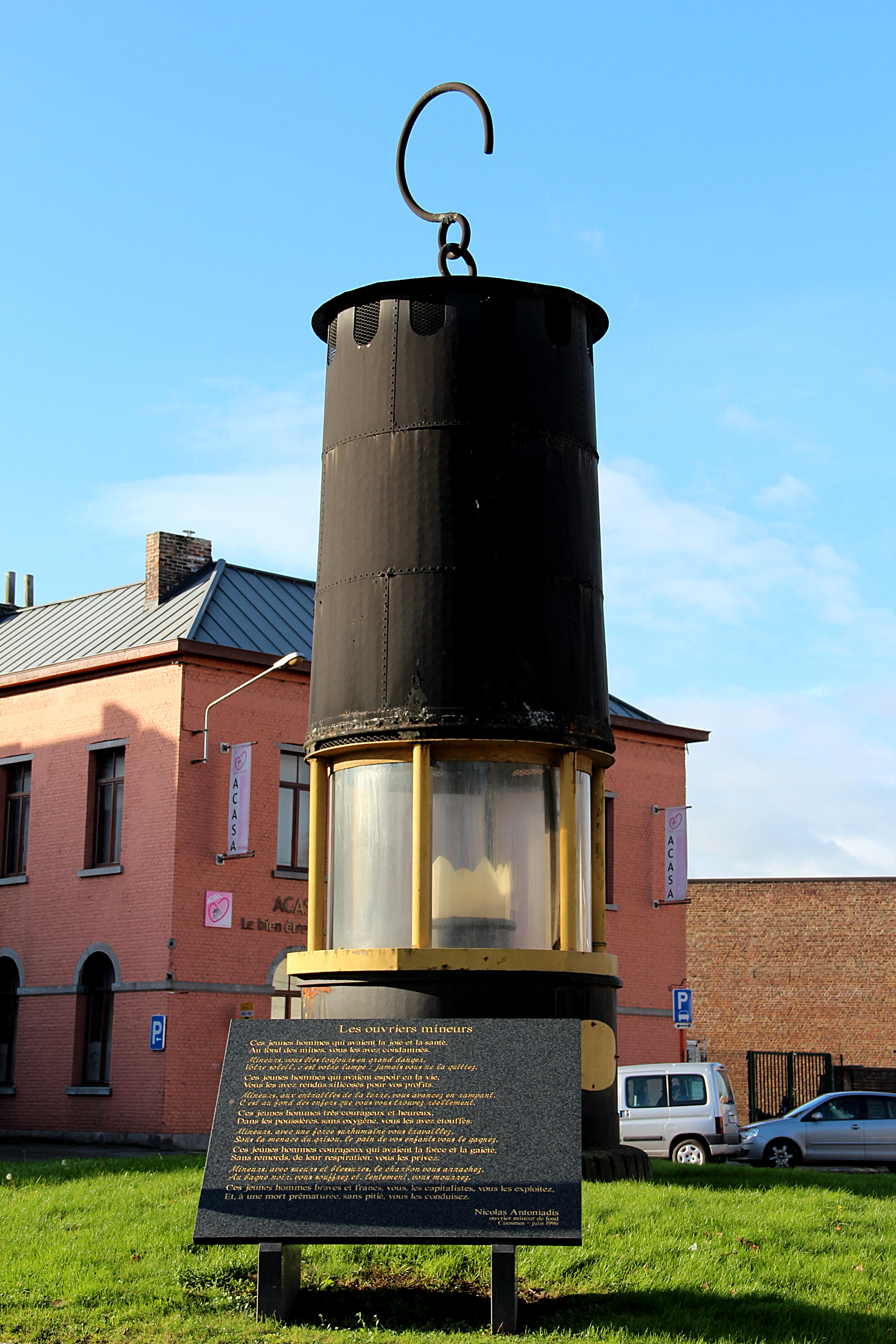
Questa lampada da miniera gigante della miniera di Heribus si trova ora nella piazza di Cuesmes

Intorno ai 25 anni di età, il pittore olandese Vincent van Gogh passò alcuni anni in Borinage, intorno al 1878–1880. In un primo tempo, egli predicò e visse con i minatori di carbone. Poi, decise di diventare un artista, mentre viveva lì. Il suo primo capolavoro, I mangiatori di patate (olio su tela, 1885), che rappresenta dei contadini dei Paesi Bassi, fu indirettamente ispirato dalle cattive condizioni dei minatori e delle loro famiglie nel Borinage, ma non è stato dipinto lì.
Il pittore belga di origine olandese, Henry Luyten, risiedette nel Borinage nel periodo 1886-1887. Egli fu testimone del grande sciopero e della sua sanguinosa repressione. In risposta, dipinse il trittico "Lo sciopero" su cui lavorò fino al 1893. Il dipinto (dal titolo internazionale: "lotta per la vita") misura 3 metri per 5. Il dipinto sul pannello di destra (3 x 2 ½ metri) si chiama "Dopo la rivolta" e il pannello di sinistra "miseria".
Questa regione è stata emblematica di tutta la Sillon industriel in Vallonia e degli scioperi generali belgi che spesso scoppiavano nel Borinage. Per esempio lo sciopero generale belga del 1893 fu iniziato dai Borains secondo Marcel Liebman.

## Misère au Borinage
L'area è nota per la presenza delle dismesse miniere di carbone. Le condizioni di vita dei minatori sono state descritte nel famoso documentario Borinage (Misère au Borinage, 1933) realizzato da Henri Storck e Joris Ivens.

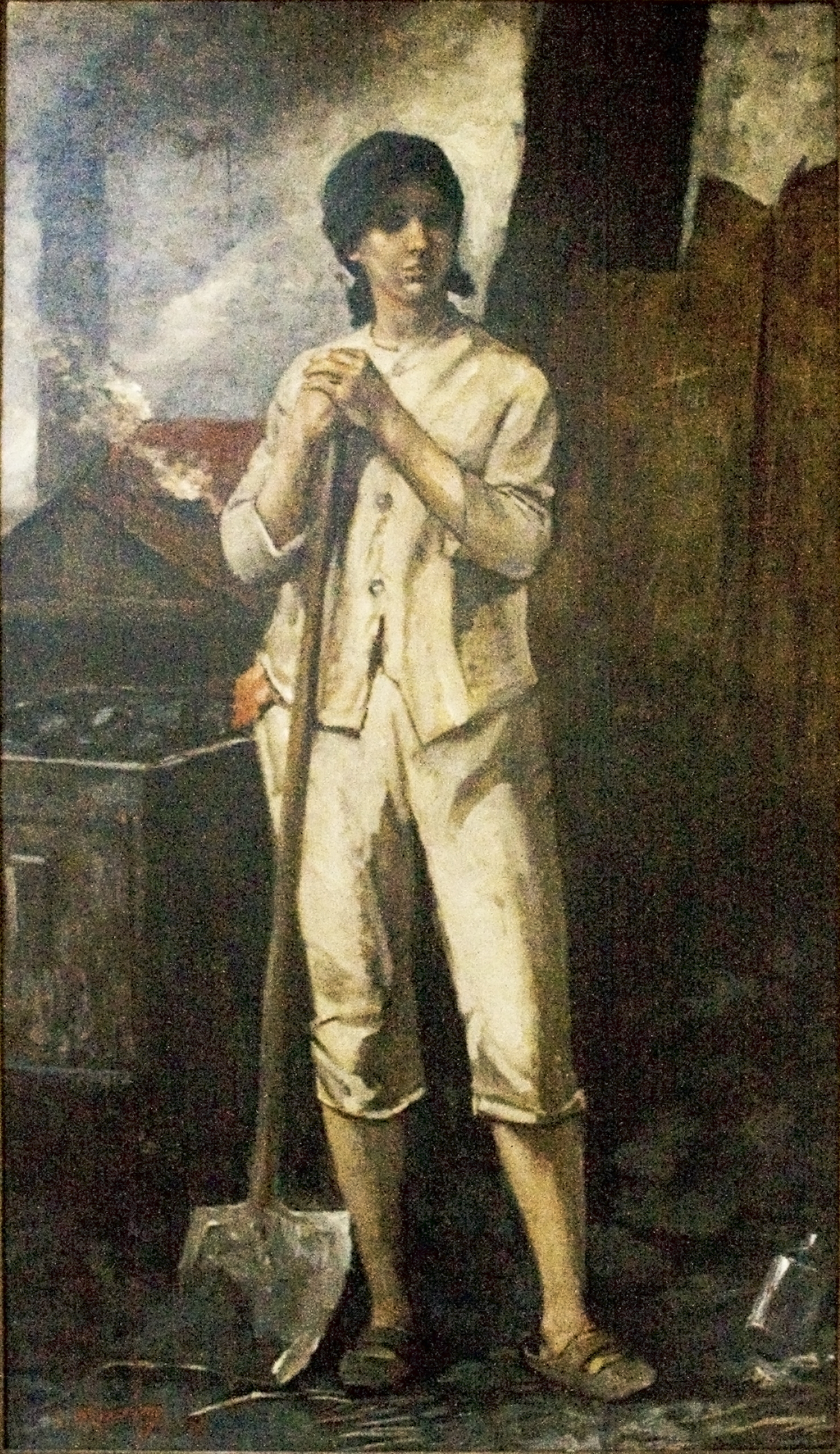
Constantin Meunier, Una hiercheuse, operaia nelle miniere di Borinage, 1887

## Borinage oggi
Il Borinage è spesso considerato la parte occidentale della sillon industriel, l'ex spina dorsale industriale della Vallonia, patria di circa due terzi della popolazione della Vallonia. 
Dalla chiusura delle ultime miniere negli anni 1960, il Borinage ebbe il più elevato tasso di disoccupazione dell'intero Belgio.
Google possiede il suo centro elaborazione dati europeo a Saint-Ghislain. 
Il complesso minerario di Gran Hornu è una testimonianza della storia della regione e anche il museo più importante di arte contemporanea dell'intera Vallonia. 
A Frameries si trova lo Scientific adventures park.